# Buttertubs

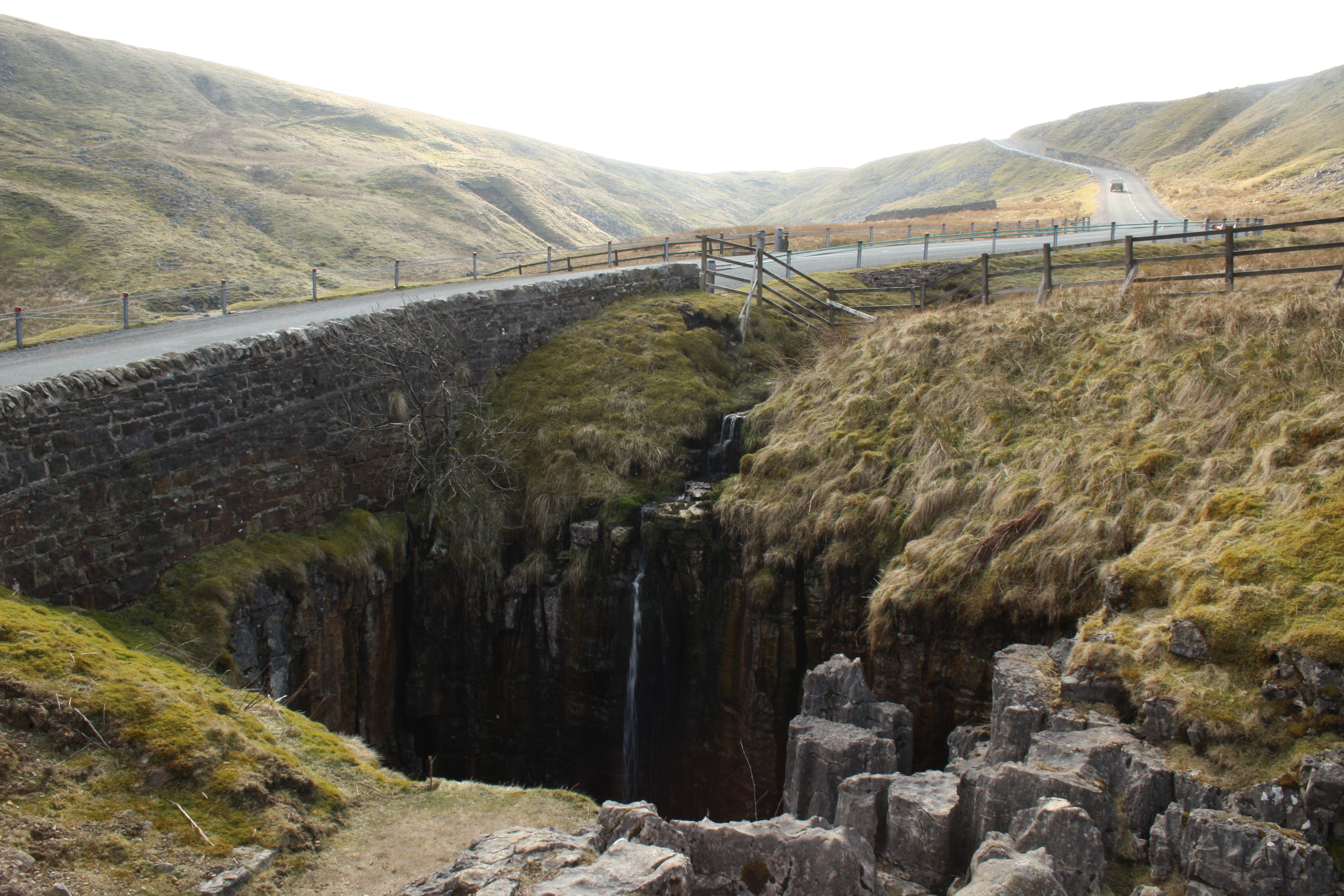
De Buttertubs langs de Buttertubs Pass

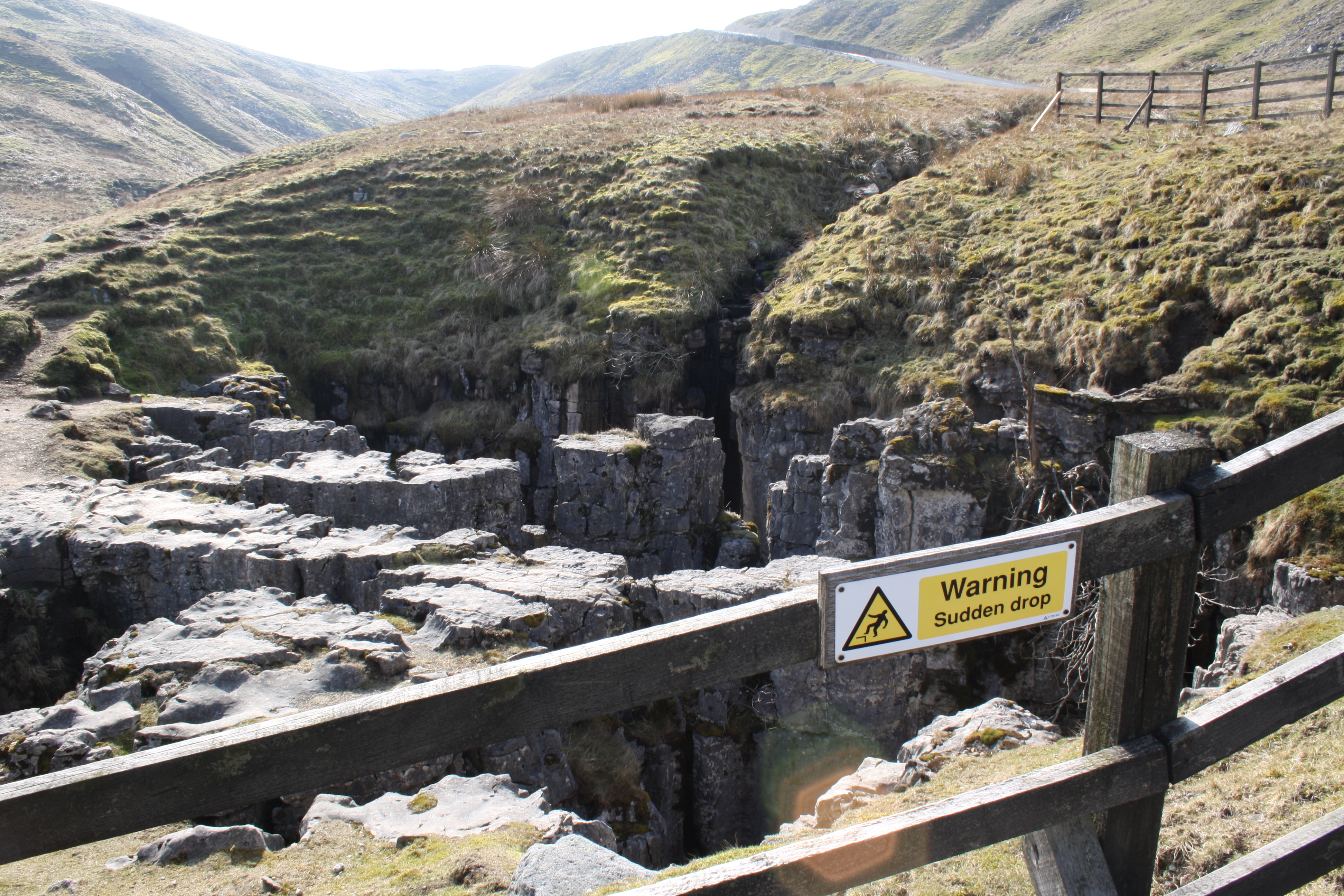
Buttertubs in Yorkshire Dales met een waarschuwingsbord

De Buttertubs zijn rotsformaties bestaande uit kalksteen. Ze bevinden zich vlak naast de Buttertubs Pass, een doorgaande weg tussen Thwaite en Muker, in de Yorkshire Dales in Groot-Brittannië.
In de loop der eeuwen zijn in de kalksteen kloven ontstaan, tot 20 meter diep. Volgens de inwoners van de Yorkshire Dales danken de rotsformaties hun naam aan de boeren die op weg naar de markt waren. Onderweg namen ze bij de Buttertubs de gelegenheid tot pauzeren, ook in de zomer. De boeren plaatsten hun boter in manden onder in de kloven. Omdat deze zo diep zijn, bleef de boter koel en vers.